# 路易吉·法焦利

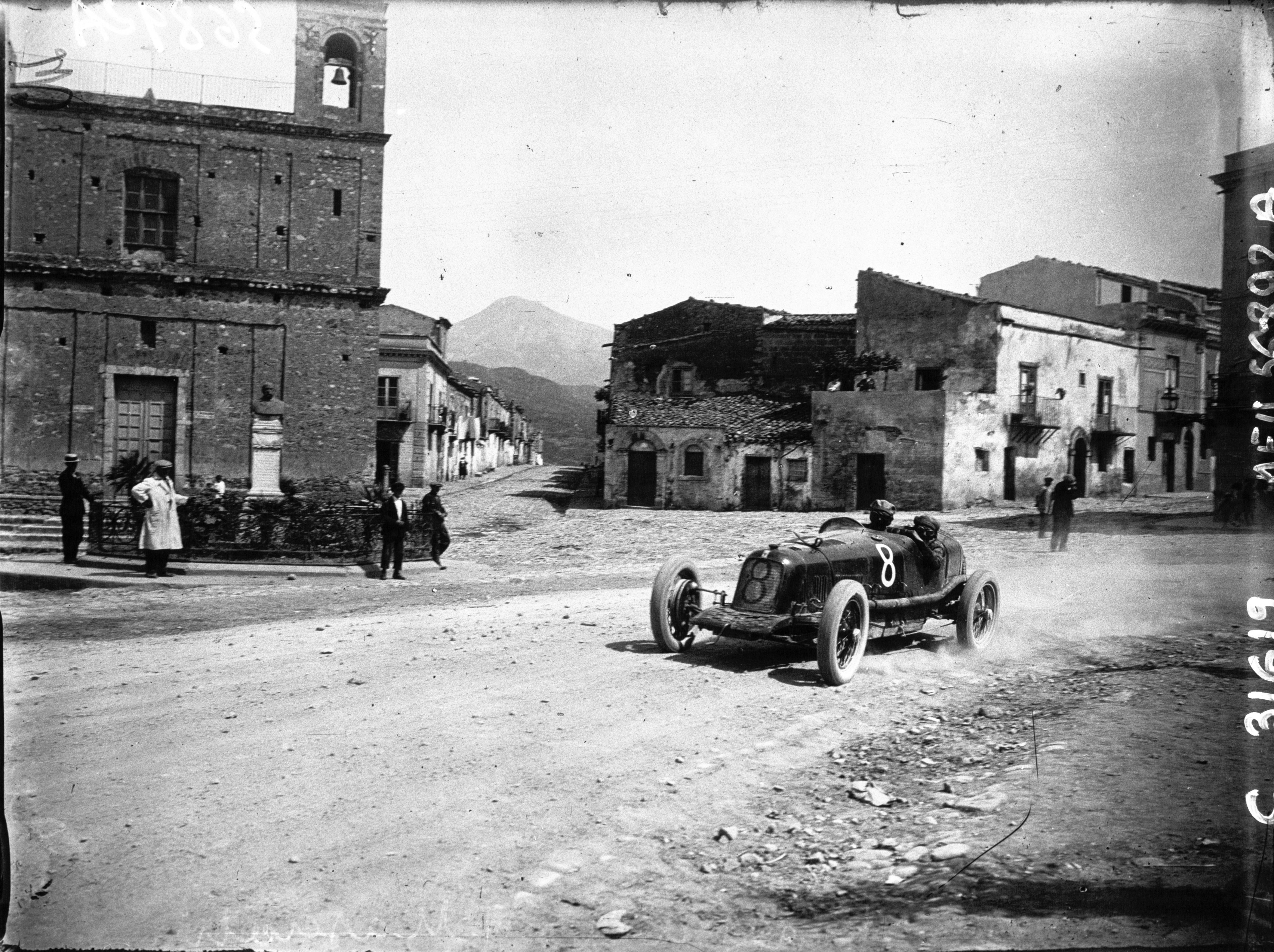
法焦利参加1928年弗洛里奥盾

路易吉·克里斯蒂亚诺·法焦利（義大利語：Luigi Cristiano Fagioli，義大利語發音：[luˈiːdʒi faˈdʒɔːli]，1898年3月11日—1952年6月20日），绰号"阿布鲁佐强盗"，是一名意大利赛车手。他保持着以最大年龄夺得一级方程式赛车分站冠军的纪录，同时也是唯一一位出生于19世纪的分站冠军。
路易吉·法焦利是一级方程式赛车中颁奖台率第二高的车手（85.71%），仅次于只参赛过一场比赛就登上颁奖台的多里诺·塞拉菲尼。
在1952年以跑车进行的摩纳哥大奖赛的练习中，法焦利遭遇了一场小事故，但他所受到的内伤令其在三周后于医院丧命。